# Habitatge al carrer Santa Cristina, 16 (Lloret de Mar)
L'edifici situat al carrer de Santa Cristina, 16 de Lloret de Mar (Selva) és una obra inclosa en l'Inventari del Patrimoni Arquitectònic de Catalunya.

## Descripció
És un edifici entre mitgeres de dues plantes amb unes petites golfes i coberta de doble vessant a façana. Aquesta és arrebossada i pintada de blanc, a excepció dels emmarcaments de les obertures. La façana no està en gaire bon estat. La casa presenta a la planta baixa dues portes adovellades de mig punt fetes amb grans blocs de granit. Una d'elles és de nova construcció, però l'altre té diversos segles. Al primer pis hi ha dues finestres emmarcades de pedra. Una d'elles conserva una llinda d'arc conopial polilobulada amb les impostes i l'ampit decorats. El segon pis consta de dues finestres rectangulars, una d'elles amb els brancals de pedra i l'altra amb una llinda de fusta. El ràfec de la teulada és senzill, format per una filera de rajola plana.

## Història
Es pot datar d'entre els segles xvi i xvii i encara conserva l'estructura original de la casa. Durant els anys 80 i 90 la planta baixa estigué dedicada a funcionar com a bar, discoteca i pub, ja que està situat en un dels carrers d'entrada al centre de Lloret des de l'Avinguda Just Marlés. Actualment és un local tancat. El seu estat general és dolent. La teulada presenta molta vegetació producte de l'acumulació de terra per l'obstrucció de les canonades.